# Coccodiplosis coffeae
Coccodiplosis coffeae är en tvåvingeart som först beskrevs av Barnes 1935.  Coccodiplosis coffeae ingår i släktet Coccodiplosis och familjen gallmyggor. Inga underarter finns listade i Catalogue of Life.